# Herzogtum Leobschütz
Das Herzogtum Leobschütz entstand 1377 durch Teilung des Herzogtums Troppau. Es ist nach der gleichnamigen Stadt Leobschütz benannt, die erstmals 1224 erwähnt wurde und zu Mähren gehörte. Sie wurde von Ottokar I. Přemysl gegründet und gelangte später an das Herzogtum Troppau. Die Herzöge von Leobschütz entstammten dem Troppauer Zweig der böhmischen Přemysliden.

## Geschichte
Nach dem Tod des Herzogs Nikolaus II. 1365 wurde das Herzogtum Troppau zunächst von dessen ältestem Sohn Johann I. verwaltet, der zugleich als Alleinerbe das Herzogtum Ratibor erhielt und dadurch Stammvater der Přemyslidischen Stammlinie Troppau-Ratibor wurde. 
Bei der 1377 erfolgten Teilung des Herzogtums Troppau blieb Johann I. weiterhin im Alleinbesitz von Ratibor und erhielt zudem die Troppauer Gebiete Jägerndorf und Freudenthal. Seine jüngeren Brüder Wenzel I. und Přemysl/Přemko I. erhielten das östliche Troppauer Gebiet mit den Städten Troppau und Hultschin sowie den Burgen Grätz und Landek. Der zweitgeborene Bruder Nikolaus III. erhielt Leobschütz sowie die Burg Edelštejn. Nach dessen Tod 1394 gelangte das Herzogtum Leobschütz an den jüngsten Bruder Přemysl/Přemko I., der es wiederum mit Troppau vereinte.

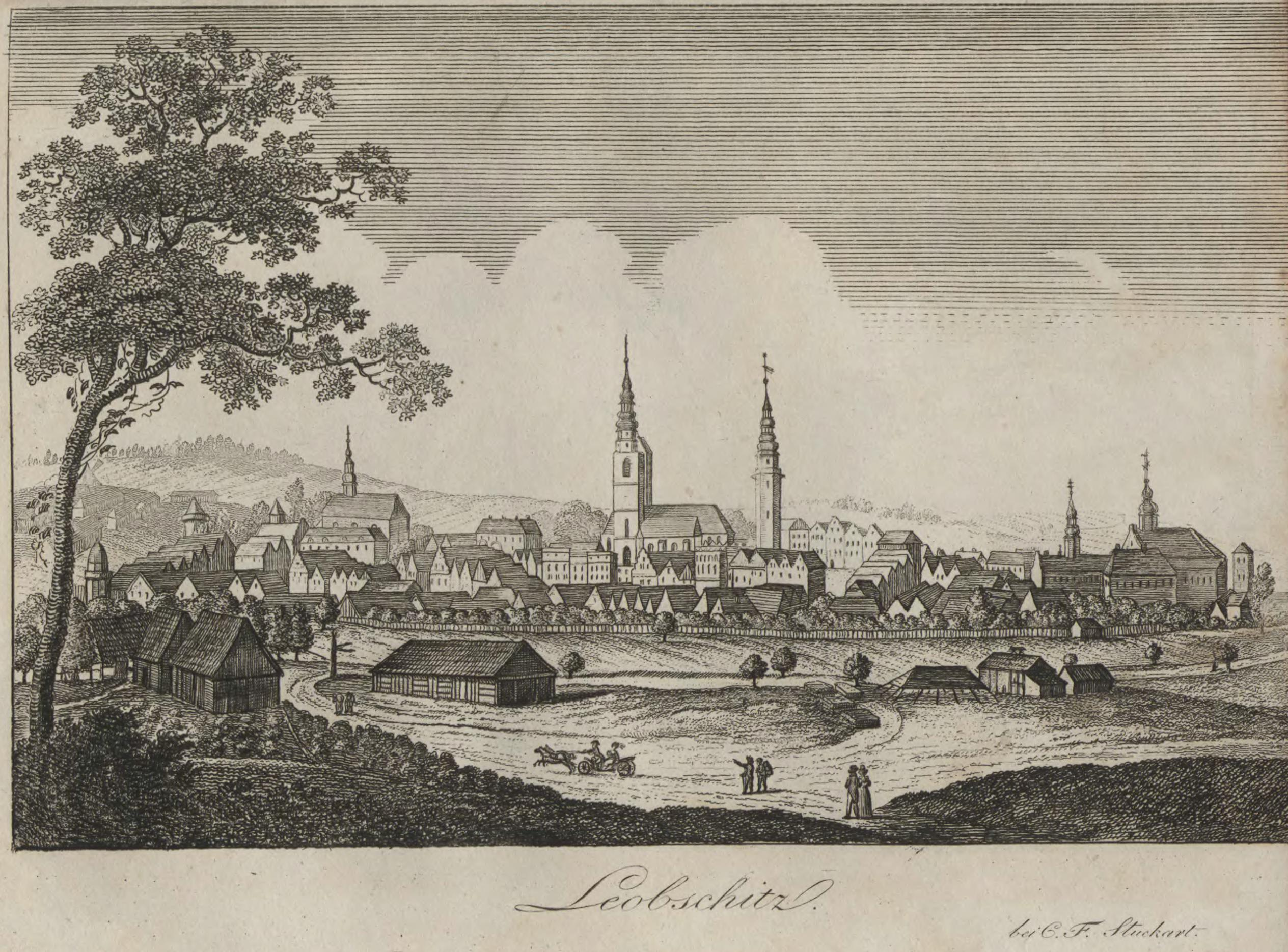
Ansicht von Leobschütz aus dem Jahr 1819

Nach Přemysl/Primislaus I. Tod 1433 erhielt Leobschütz dessen Sohn Wenzel II. († 1445/47), von dem es seine Söhne Johann I. „Hanuš“ und Johann II. „Pius“ erbten. Nach Johann/Hanuš's Tod 1454 gelangte dessen Anteil an Johann/Pius, der um 1485 verstarb. Da er keine Nachkommen hinterließ, zog König Matthias Corvinus das Herzogtum Leobschütz als erledigtes Lehen ein und übertrug es anschließend zusammen mit dem Herzogtum Troppau seinem Sohn Johann Corvinus. 
Nach dem Ersten Schlesischen Krieg 1742 fiel Leobschütz mit dem nördlichen Teil des Herzogtums Troppau an Preußen und als Folge des Zweiten Weltkriegs 1945 an Polen.

## Herzöge von Leobschütz aus der přemyslidischen Linie Troppau
- 1365–1394 Nikolaus III. († 1394). Sohn des Herzogs Nikolaus II.
  - 1394–1433 mit Troppau vereint unter Přemysl/Primislaus I. von Troppau
- 1433–1445/47 Wenzel II. († 1445/47), Sohn Přemysl/Primislaus I. von Troppau
- 1445/47–1454 Johann I. († 1454), Sohn Wenzels II.
- 1445/47– um 1485 Johann II. († um 1485), Sohn Wenzels II., das Herzogtum fiel als erledigtes Lehen an die Krone Böhmen.